# Czarlin (przystanek kolejowy)
Czarlin – przystanek kolejowy w Czarlinie.

## Ruch pasażerski
| Rok  | Wymiana pasażerska na dobę |
| ---- | -------------------------- |
| 2017 | 50-99                      |
| 2022 | 50-99                      |

## Historia
Kolej dotarła do Czarlina już w 1852 roku wraz z linią Bydgoszcz - Tczew, która łączyła Bydgoszcz z Królewską Koleją Wschodnią. W 1969 linia 131 została zelektryfikowana.

## Infrastruktura
Dworzec w Czarlinie jest parterowy, kryty papą obecnie drzwi i okna są zamurowane. Perony mają nawierzchnie z płyt chodnikowych, perony są nie kryte.